# EURAMET
L'EURAMET, L'Associazione Europea degli Istituti Nazionali di Metrologia (in inglese European Association of National Metrology Institutes), è un'associazione tra le organizzazioni metrologiche nazionali degli stati membri dell'Unione europea (UE) e dell'Associazione europea di libero scambio (AELS, in inglese EFTA, European Free Trade Association). Lo scopo dell'associazione è quello di ottenere una maggiore efficienza attraverso il coordinamento e la condivisione delle attività e dei servizi metrologici
L'EURAMET è stata fondata l'11 gennaio 2007 a Berlino.  Legalmente è un'associazione registrata sotto la legge tedesca con sede in Braunschweig e dal 1 luglio 2007 ha assunto il ruolo di Organizzazione Metrologica Regionale (RMO, dall'inglese Regional Metrology Organisations. 
L'associazione è subentrata all' EUROMET, (European Collaboration in Measurement Standards) che fu fondata a Madrid il 23 settembre 1987 e divenne operativa dal 1 gennaio 1988.
La piena appartenenza a EURAMET è limitata agli Istituti Nazionali di Metrologia (NMI - National Metrology Institutes) degli Stati membri dell'UE e dell'EFTA, agli NMI consolidati di altri Stati europei e all'Istituto della Commissione europea che opera nel campo della metrologia. L'iscrizione all'associazione è disponibile per gli istituti di metrologia designati (cosiddetti Designated Institutes, DI) dagli Stati membri e dagli NMI che, per vari motivi, non possono essere membri a pieno titolo.
EURAMET coordina l'attività metrologica a livello europeo, collaborando, se del caso, con Organizzazione internazionale di metrologia legale (OIML) e il Bureau international des poids et mesures (BIPM). Tra le sue pubblicazioni si ritrovano guide tecniche e pratiche sulle tarature e un opuscolo sui fusi orari europei.